# Tycomarptes inculta
Tycomarptes inculta là một loài bướm đêm trong họ Noctuidae.